# Kirill Andrejewitsch Uschatow
Kirill Andrejewitsch Uschatow (russisch Кирилл Андреевич Ушатов; * 24. Januar 2000 in Moskau) ist ein russischer Fußballspieler.

## Karriere
Uschatow begann seine Karriere bei Strogino Moskau. Im Februar 2016 wechselte er zum unterklassigen Rodina Moskau. Im Februar 2018 schloss er sich dem Drittligisten FSK Dolgoprudny an. Für Dolgoprudny absolvierte er bis zum Ende der Saison 2017/18 zwei Partien in der Perwenstwo PFL. In der Saison 2018/19 kam er ebenfalls zweimal zum Einsatz, in der COVID-bedingt abgebrochenen Spielzeit 2019/20 absolvierte er eine Partie. Zur Saison 2020/21 wechselte er zum Ligakonkurrenten FK Twer. In seiner ersten Saison in Twer absolvierte er 21 Drittligapartien, in denen er dreimal traf. In der Saison 2021/22 kam er zu 26 Einsätzen und vier Toren.
Zur Saison 2022/23 wechselte Uschatow zum Erstligisten FK Sotschi. Sein Debüt in der Premjer-Liga gab er dann im Juli 2022 gegen Torpedo Moskau. Bis zur Winterpause kam er siebenmal im Oberhaus zum Zug. Im Februar 2023 wurde er an den Zweitligisten FK Jenissei Krasnojarsk verliehen.